# Inca Trail

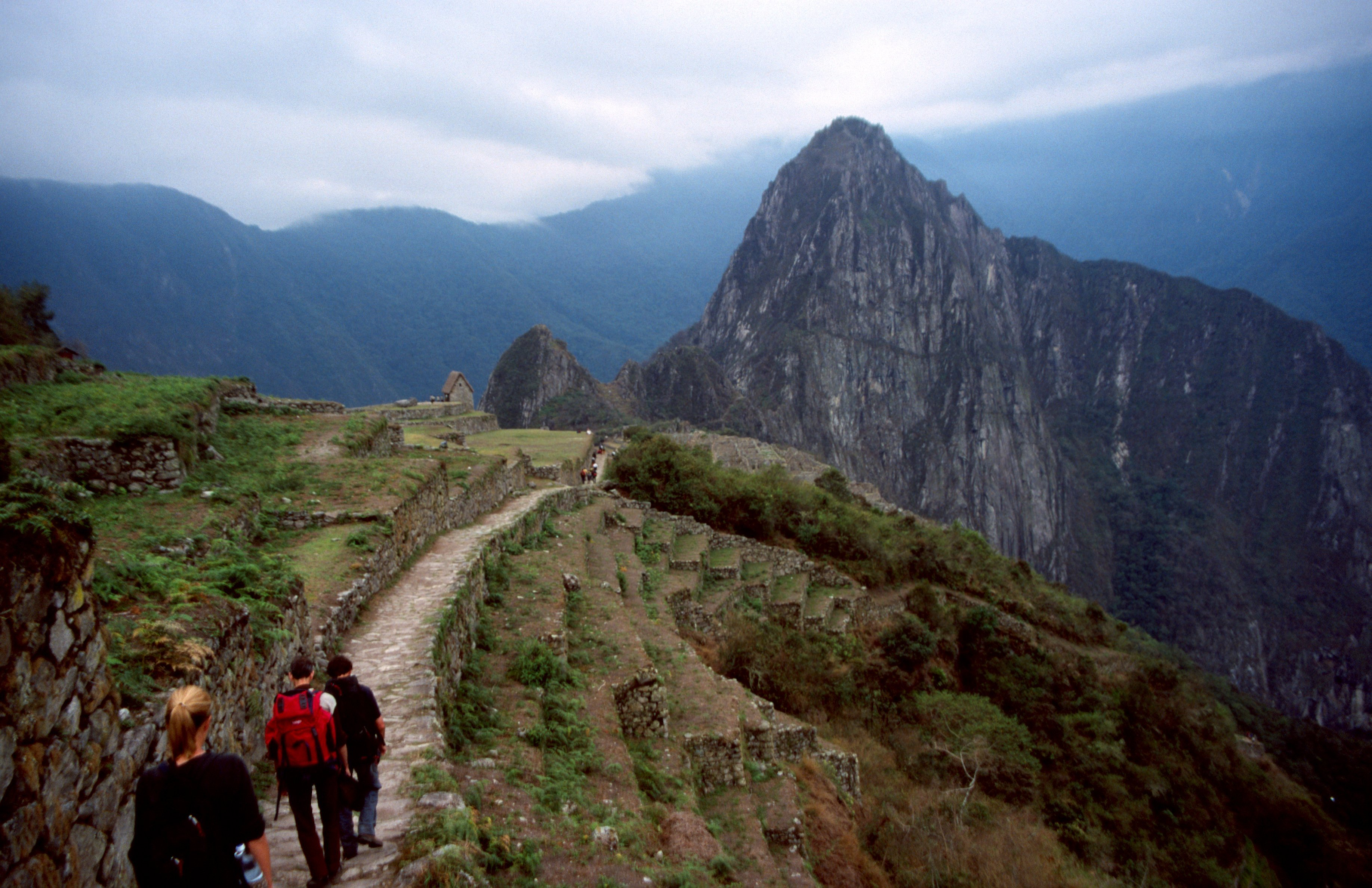
Het laatste stukje van de route, afdalen naar Machu Picchu.

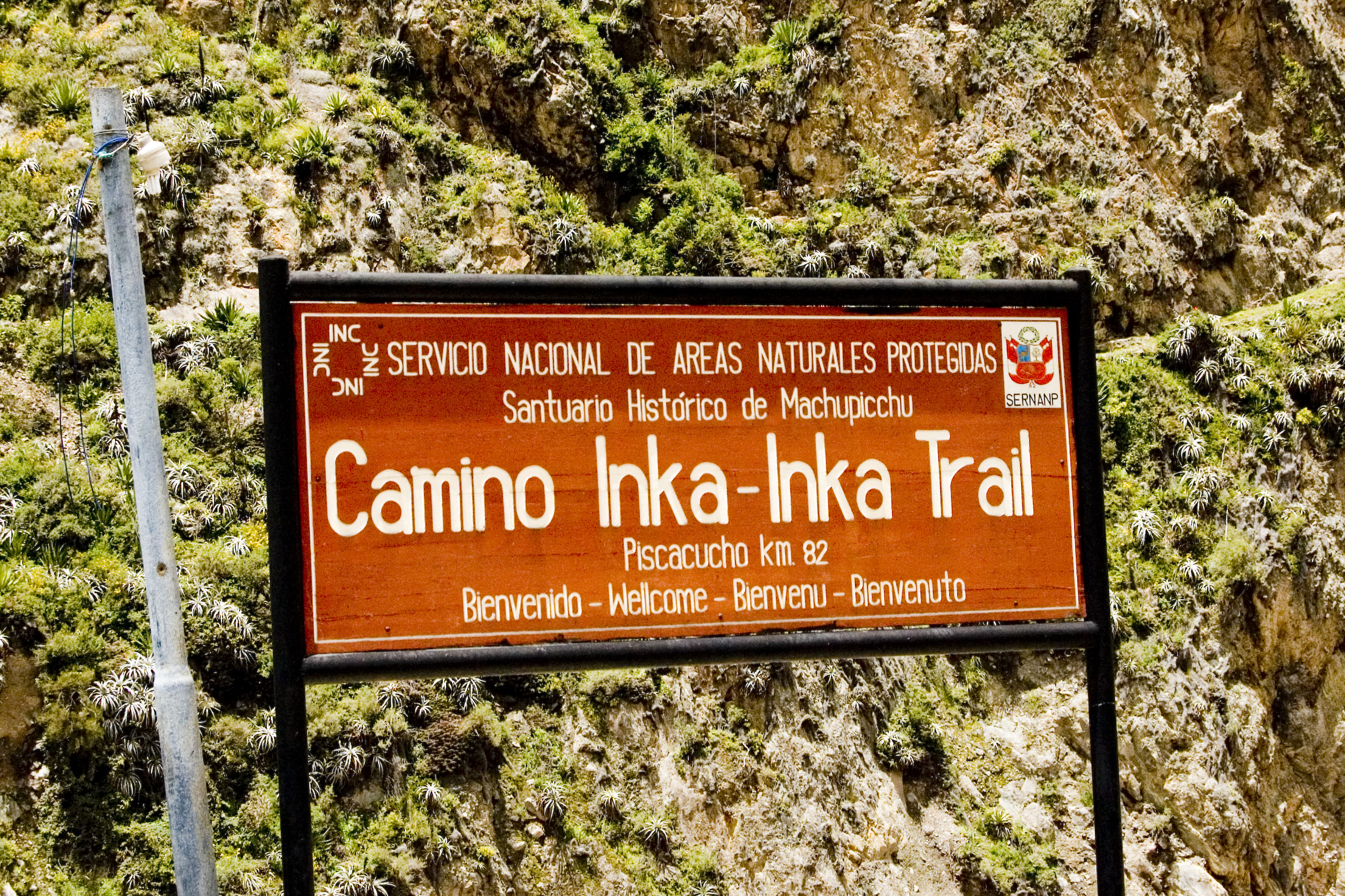

Het Inca Trail (Camino Inca) is een langeafstandswandelpad door de Andes van de Peruaanse stad Cuzco naar de ruïne-Incastad Machu Picchu. De route is zo'n 80 tot 90 kilometer lang en voert over paden van het oorspronkelijke wegennetwerk van de Inca's. Het pad loopt langs verschillende ruïnes en door nevelwouden en bergtoendra's. De route loopt deels op een hoogte van 4.200 meter wat bij wandelaars kan leiden tot hoogteziekte. Door de grote populariteit en het gevaar van erosie worden slechts 500 personen per dag toegelaten. De route is eenrichtingsverkeer.
In werkelijkheid wordt onderscheid gemaakt tussen drie routes die grotendeels overlappen en verschillen in lengte en in moeilijkheidsgraad. De volledige route heet Mollepata, deze duurt vijf dagen en start in Cuzco. Op deze route kan men echter voor een nog zwaarder alternatief kiezen. De route genaamd Classic start een stuk verderop en duurt drie dagen. Dan is er ook nog een alternatief dat slechts een dag duurt en dat is de route One Day.